# 海底大戰爭
《海底大戰爭》是日本Irem開發在1993年四月推出的橫向捲軸射擊遊戲，台灣當時的代理公司是亮華電子。因為畫風和海底的場景在當時同類遊戲中算是少見，所以一時成為風潮之作，本團隊後來也是製作合金弹头的團隊，畫風多所相似，所以後來也被戲稱為合金弹头潛艇版。
1995年移植遊戲機，1997年移植電腦，台灣PC版代理為白楊國際。

## 故事
邪惡組織D.A.S使用磁力線兵器使海水上升；意圖抹殺全世界，世界領袖成立國際海洋警備隊，並投入實驗兵器「電磁推進潛艦」
高原麗與丈夫 仁擔任先鋒由南極實驗場出擊對抗D.A.S的海底兵團。

## 武器

### 魚雷
小型魚雷
玩家初始武器
強力魚雷
射速加快版本的小型魚雷
聲波魚雷
伴隨聲納波射出的魚雷
散彈魚雷
會爆炸射出散彈炮的魚雷

### 機雷
機雷
玩家初始武器
機雷 A-Type
水中使用時是飛彈型機雷，海面使用時則是導向飛彈
機雷 N-Type
水中使用時射出飄浮於海面的球狀機雷，海面使用時則是機砲

## 關卡構成
記述本作關卡內容
| STAGE | 關卡名          | 頭目名                                                |
| ----- | --------------- | ----------------------------------------------------- |
| 1     | 南極            | ケーブマン級潜水攻撃艇「アーゴック」                  |
| 2     | 復興都市        | 自動工作機械マスターデバイス「マンリキ」              |
| 3     | 地球鎮守府      | 防人 サブヒューマン「荘厳」                           |
| 4     | 亡霊都市        | SICBM管制單位「トランペットリリーズ ガニア&ヴォーグ」 |
| 5     | 超深海2,000m    | 岩石宮之主 邪悪的3條「J3 (ジェイ・キューブ)」         |
| 6     | VS 人類掃討系統 | 人類掃討系統「ユグスキューレ」                        |

## 其他
- 1P側駕駛員為「高原麗」，2P側駕駛員是麗的丈夫「高原仁」
  - 其外表與面貌於說明書以及夏元雅人同名漫畫有些許不同
- 同公司的psp遊戲『R-TYPE TACTICS II』可以使用海底大戰爭的潛水艇『グランビア・F』
- 此遊戲與同公司的遊戲『geo storm』、『air duel』、『Undercover Cops』世界觀共有，敵人一樣是D.A.S(Destroy And Satsujin)